# Чернышёв, Фёдор Сергеевич
Фёдор Сергеевич Чернышёв (1805—1869) — генерал-лейтенант русской императорской армии из рода Чернышёвых. Известен главным образом как автор шуточных стихотворений и эпиграмм.

## Биография
Происходил из дворян Калужской губернии, где и родился 16 марта 1805 года.
Отец, отставной поручик Сергей Николаевич Чернышёв, приходился двоюродным братом военному министру князю А. И. Чернышёву. Мать Анна Фёдоровна, дочь генерала Ф. М. Толстого, приходилась двоюродной сестрой знаменитому генералу
Остерману-Толстому.
Образование получал в Пажеском корпусе с 1815 года, откуда выпущен был в 1824 году прапорщиком в лейб-гвардии Преображенский полк. В 1831 году участвовал в усмирении Польского восстания и за храбрость в сражении под Варшавой награждён орденом св. Анны 3-й степени.
12 февраля 1838 года в чине капитана назначен флигель-адъютантом его императорского величества; 16 апреля 1841 года произведён в полковники, с оставлением в Преображенском полку; 22 марта 1843 года уволен в бессрочный отпуск. 2 февраля 1848 года снова зачислен на действительную службу в тот же полк, с оставлением в том же звании и с назначением членом комиссии об улучшении штуцеров и ружей.
26 ноября 1853 года за беспорочную выслугу 25 лет в офицерских чинах был награждён орденом св. Георгия 4-й степени (№ 9040 по кавалерскому списку Григоровича — Степанова). 6 декабря 1853 года был произведён за отличие в генерал-майоры, с назначением в свиту его величества.
В 1855 году принимал участие в обороне Севастополя и находился при бомбардировании этого города 24 августа и последних делах при отражении штурмов города.
31 марта 1856 года назначен временно командующим резервной дивизией 4-го пехотного корпуса и командовал ей до 2 мая 1855 года. С 29 декабря 1855 года по 18 марта 1856 года заведовал стрелковыми ротами в Крымской армии.
26 августа 1856 года назначен помощником инспектора стрелковых батальонов, а с 10 апреля 1858 года, состоя при Министерстве внутренних дел, председательствовал в комитете, учреждённом в Санкт-Петербурге для словесного разбирательства по искам и просьбам, не облечённым в законную форму. 23 апреля 1861 года произведён в генерал-лейтенанты, а 21 декабря 1867 года уволен в отставку с мундиром и пенсионом полного жалованья.
Скончался от паралича сердца 22 июля 1869 года в Санкт-Петербурге, похоронен на кладбище церкви Благовещения в Старой Деревне.

## Семья

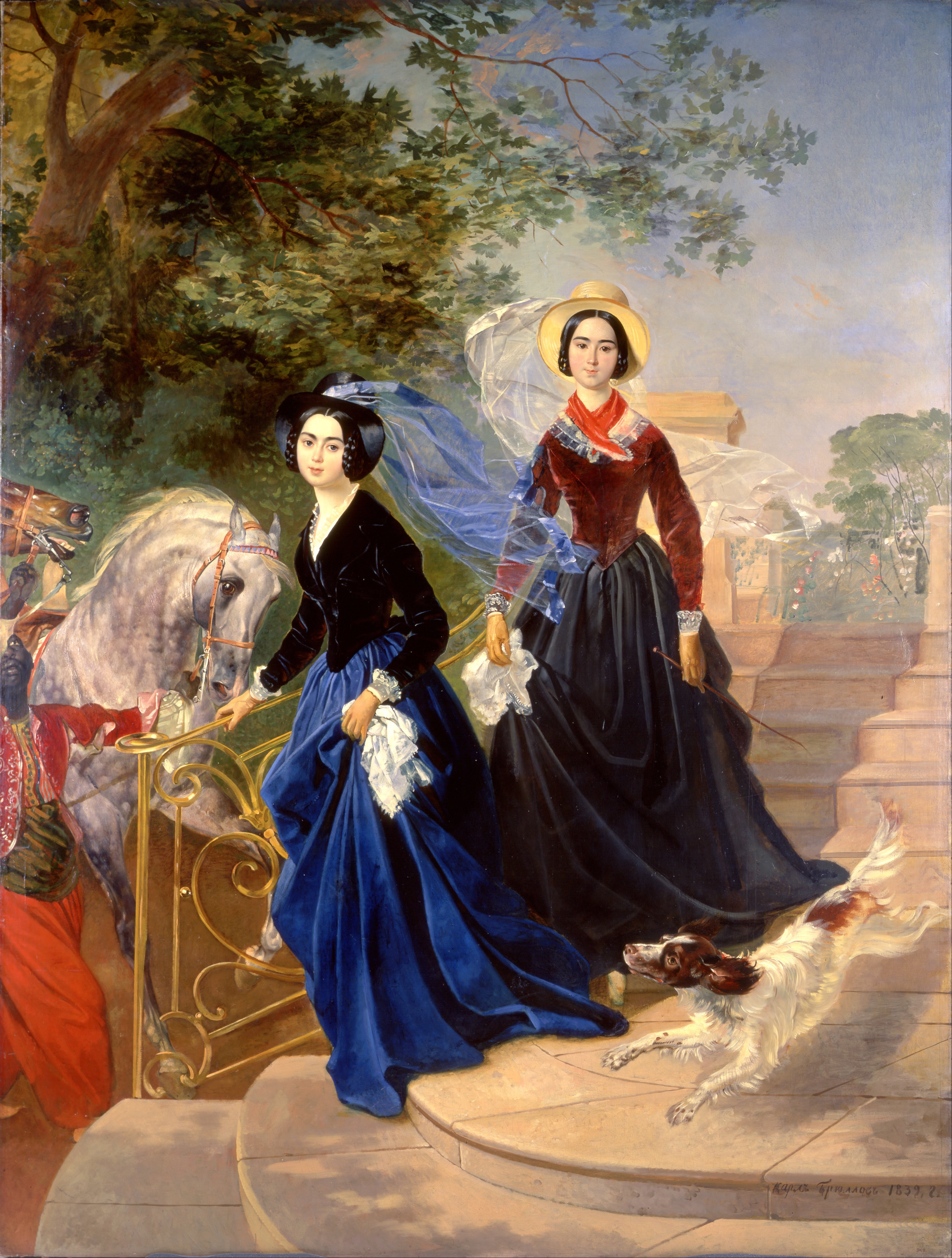
Александра Шишмарёва (слева) с сестрой на портрете К. П. Брюллова

Жена (с 20 января 1841 года) — Александра Афанасьевна Шишмарёва (13.04.1820—1893), дочь известного театрала Афанасия Фёдоровича Шишмарёва (1790—1876) от брака с Анной Сергеевной Яковлевой (1800—1829), внучкой купца-миллионера. Родилась в Петербурге, крещена 25 апреля 1820 года в Казанском соборе при восприемстве деда Ф. В. Шишмарева и тетки Е. С. Авдулиной. К. П. Колзаков писал в дневнике в декабре 1839 года: 

«Я вечером решился поехать в Дворянское собрание на бал... Бал был блестящий, веселый, в особенности для меня. Я встретил там давнишних знакомых Шишмаревых... Старшую Шишмареву (Alexandrine) ангажировал я на мазурку и преприятно провел время... Олинька Шишмарева немного подурнела с вояжа своего, но все еще глазки хороши... и много мне напоминают приятных минут! Они просили мне быть завтра вечером у Михаила Васильевича Шишмарева; они там встречают Новый год.»
Венчалась с Чернышёвым в Петербурге в церкви Св. Двенадцати апостолов при Почтовом департаменте.
В браке родилось 6 детей:
- Афанасий,
- Николай
- Анна (1841—1890) замужем за Константином Петровичем Воейковым (1830-1891), отставной гвардии полковник
- Сергей (1850—1883)
- Мария (1857— ?), первый брак - с А. Б. Майделем; после скандального развода в 1892 году вышла замуж за бельгийского посланника барона Эдмона де Питтёрса-Игартса)
- Екатерина (1861—1925), замужем за князем Логгином Александровичем Барклай-де-Толли-Веймарном, сыном А. П. Барклай-де-Толли-Веймарном).

После смерти мужа Александра Афанасьевна вышла замуж за действительного статского советника Александра Федоровича Дурасова (1831—1888), сына Ф. А. Дурасова. Похоронена на кладбище церкви Благовещения Пресвятой Богородицы в Петербурге.
российские:
- Орден Святой Анны 3 ст. с бантом (1831)
- Знак ордена За военное достоинство 4 ст. (1832)
- Орден Святого Георгия 4 ст. за 25 лет службы (1853)
- Орден Святого Владимира 3 ст. (1856)
- Знак отличия за XXV лет беспорочной службы (1857)
- Орден Святого Станислава 1 ст. (1858)
- Орден Святой Анны 1 ст. с мечами над орденом (1865)

иностранные:
- Сицилийский Орден Франциска I 2 ст.

## Творчество
В литературе Чернышёв известен остроумными, хотя часто нецензурными, мелкими стихотворениями, шутками и эпиграммами. Наилучшим и наиболее известным его произведением является «Солдатская сказка про двух царей, российского и немецкого, и о том, как царь русский, перещеголяв царя немецкого, поступил с ним великодушно», вызванная известными Калишскими маневрами 1838 года, на которых происходило братание России с Пруссией. Беспрестанные встречи офицеров и солдат русских и немецких порождали немало сравнений, шуток, насмешек и тому подобного. Всем этим и воспользовался Чернышёв для составления своей довольно живой и остроумной «Сказки». Она быстро разошлась во множестве копий, а в 1839 году, по случаю Бородинского сбора войск для празднования годовщины Бородинского сражения, сказка эта сделалась известна императору Николаю Павловичу, и автор получил за неё бриллиантовый перстень в 2000 руб. Сказка эта в 1872 году была напечатана в «Русской старине» (№ VI, с присовокуплением биографической заметки о Ф. С. Чернышёве), по литографированному списку, принадлежавшему известному библиофилу Н. П. Дурову; другой такой же список сообщён был редакции П. А. Ефремовым.